# Marcella Boerma
Marcella Boerma (ur. 2 marca 1970 w Hadze) – holenderska snowboardzistka, wicemistrzyni świata.

## Kariera
W zawodach Pucharu Świata zadebiutowała 24 listopada 1994 roku w Zell am See, zajmując drugie miejsce w slalomie równoległym (PSL). Tym samym już w swoim debiucie nie tylko wywalczyła pierwsze pucharowe punkty, ale od razu stanęła na podium. W zawodach tych rozdzieliła Francuzkę Karine Ruby i Niemkę Amalie Kulawik. Łącznie dziewięć razy stawała na podium zawodów PŚ, odnosząc przy tym trzy zwycięstwa: 22 stycznia 1995 roku w Innichen, 15 lutego 1995 roku w Breckenridge i 20 stycznia 1996 roku w Innichen triumfował w slalomie. Najlepsze wyniki osiągnęła w sezonie 1995/1996, kiedy to zajęła 11. miejsce w klasyfikacji generalnej, a w klasyfikacji slalomu zajęła drugie miejsce. Ponadto w sezonie 1994/1995 triumfowała w klasyfikacji slalomu, a w klasyfikacji PAR była trzecia.
Jej największym sukcesem jest srebrny medal w slalomie równoległym na mistrzostwach świata w Lienzu w 1996 roku. Uplasowała się tam między Włoszką Marion Posch i Sondrą van Ert z USA. Był to jej jedyny medal wywalczony na międzynarodowej imprezie tej rangi. Na tych samych mistrzostwach była też jedenasta w gigancie. Nie startowała na igrzyskach olimpijskich.
W 2002 r. zakończyła karierę.

## Osiągnięcia

### Mistrzostwa świata
| Miejsce | Dzień       | Rok  | Miejscowość          | Konkurencja       | Zwyciężczyni      |
| ------- | ----------- | ---- | -------------------- | ----------------- | ----------------- |
| 11.     | 26 stycznia | 1996 | Lienz                | Gigant            | Karine Ruby       |
| 2.      | 28 stycznia | 1996 | Lienz                | Slalom równoległy | Marion Posch      |
| 28.     | 12 stycznia | 1999 | Berchtesgaden        | Gigant            | Margherita Parini |
| 29.     | 14 stycznia | 1999 | Berchtesgaden        | Gigant równoległy | Isabelle Blanc    |
| 13.     | 15 stycznia | 1999 | Berchtesgaden        | Slalom równoległy | Marion Posch      |
| 35.     | 23 stycznia | 2001 | Madonna di Campiglio | Gigant            | Karine Ruby       |
| 30.     | 24 stycznia | 2001 | Madonna di Campiglio | Gigant równoległy | Ursula Bruhin     |
| 32.     | 26 stycznia | 2001 | Madonna di Campiglio | Slalom równoległy | Karine Ruby       |

### Puchar Świata

#### Miejsca w klasyfikacji generalnej
- sezon 1994/1995: -
- sezon 1995/1996: 11.
- sezon 1996/1997: 33.
- sezon 1997/1998: 22.
- sezon 1998/1999: 34.
- sezon 1999/2000: 75.
- sezon 2000/2001: 100.
- sezon 2001/2002: -

#### Miejsca na podium
1. Zell am See – 24 listopada 1994 (slalom równoległy) - 2. miejsce
2. Pitztal – 5 grudnia 1994 (gigant) - 2. miejsce
3. Pitztal – 6 grudnia 1994 (slalom) - 2. miejsce
4. San Candido – 22 stycznia 1995 (slalom) - 1. miejsce
5. Bad Hindelang – 28 stycznia 1995 (slalom równoległy) - 3. miejsce
6. Breckenridge – 15 lutego 1995 (slalom) - 1. miejsce
7. San Candido – 20 stycznia 1996 (slalom) - 1. miejsce
8. San Candido – 21 stycznia 1996 (slalom równoległy) - 3. miejsce
9. Boreal Ridge – 9 marca 1996 (slalom) - 2. miejsce

- w sumie 3 zwycięstwa, 4 drugie i 2 trzecie miejsca.